# ロウバイ
ロウバイ（蠟梅、蝋梅、学名: Chimonanthus praecox）は、ロウバイ科ロウバイ属に分類される落葉低木の一種である。花期は冬であり、甘い香りがする黄色い花を多数つける（図1）。萼片と花弁の区別がなく、多数の花被片がらせん状につく。1つの花から多数の果実ができるが、これが発達した花托で包まれて偽果を形成する。中国原産であるが、世界中の温帯域で観賞用に栽培されており、日本へは江戸時代初期に導入された。種子などはアルカロイドを含み有毒であるが、つぼみなどを生薬とすることもある。

## 名称
和名の「ロウバイ」の語源は、漢名の「蠟梅」の音読みとされる。「蠟梅」の「蠟（蝋）」の由来については、半透明でにぶいツヤのある花被片（花びら）が蝋細工や蜜蝋のようであるためとする説や、陰暦の12月にあたる朧月（ろうげつ）に咲くためとする説がある。また「梅」の字を含み、寒い時期に開花し、香りが強く、花柄が短く花が枝にまとまってつくという点でウメに似ているが、ウメはバラ科に属しており系統的には遠縁である。
学名の属名 Chimonanthus は、「冬 (cheimon)」と「花 (anthos)」を意味するギリシャ語に由来し、種小名の praecox は、「早咲きの」を意味している。
花に強い芳香があり、英語では winter sweet/wintersweet あるいは Japanese allspice と称される。

## 特徴
落葉性または半常緑性の低木から小高木であり、高さ 2–13 mになる（図2a）。ふつう幹は叢生し、よく分枝してしばしば開出する。樹皮は淡灰褐色で横に長い楕円形の皮目が縦に並び、生長とともに浅く割れたようになる（図2b）。小枝は灰褐色、若いときは四角柱だがやがてやや円柱状になり、無毛またはわずかに毛がある。冬芽は枝に対生し、葉芽は卵形で長さ 2–3 mm、花芽はほぼ球形で長さ 4–6 mm、芽鱗は亜円形、有毛、瓦重ね状。枝先には仮頂芽（葉芽）が2個つく（図5G）。
葉は対生する（図3a）。葉柄は長さ 3–18 mm、有毛。葉身は卵形から長楕円形や広楕円形、5–30 × 2–12 cm、最大幅は中央付近または基部より、紙質から半革質、ふつう全縁、基部はくさび形から円形、先端は狭まり尖る（図3, 4C）。表面（向軸面）はやや光沢があり、ざらつく。裏面（背軸面）は淡緑色で葉脈上に毛が散生する。葉脈は羽状（側脈は4–7対）、裏面に突出する（図3, 4C）。
花期は10月から3月（日本ではふつう12–2月）、葉の展開前に、強い芳香がある直径 1.5–4 cmほどの黄色い花が、前年枝の葉腋に1個ずつ、やや下向きに咲く（図1, 5a）。花柄は長さ 2–8 mm。花被片は多数（15–21枚）、内側のものほど短く、0.5–2 × 0.5–1.5 cm、らせん状についている（図4A, 5a）。外側の花被片は円形から倒卵形、軟毛があり、先端は切形から円形、中央付近の花被片は楕円形から長楕円形、無毛か縁に毛があり、先端は円形から鋭形、内側の花被片は円形から長楕円形、無毛か縁に毛があり、基部に明瞭な爪（細くなった部分）があり、先端は円形（図4A）。光沢があり、基本的に黄色であるが、内側の花被片にはふつう赤紫色の斑紋がある（図1, 4A, 5a）。雄蕊（雄しべ）は5–8個、長さ 2.5–4 mm、葯は外向、花糸の基部は幅広く軟毛がある。葯は無毛、葯隔は尖り、軟毛があるか無毛。雄しべの内側にある仮雄蕊（仮雄しべ）は2–15個、長さ 2–3 mm、軟毛がある。雌蕊（雌しべ）は5–15個、基部に軟毛があり、花柱は子房の約3倍長。花の芳香は精油によるものであり、成分としてはボルネオール、リナロール、カンファー、ファルネソール、シネオールなどを含む。

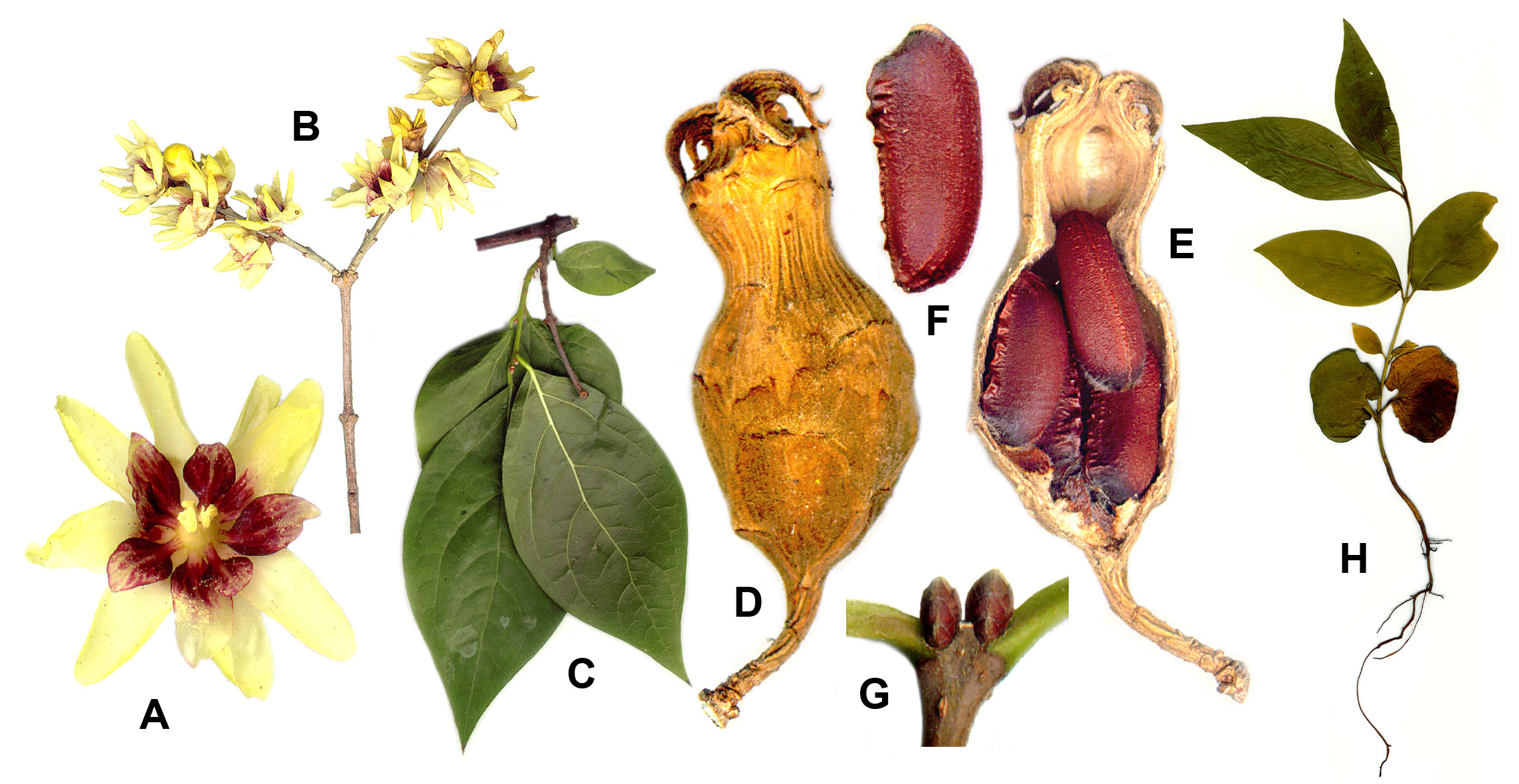
4. A = 花、B = 花序、C = 葉、D = 集合果、E = 集合果の縦断面、F = 果実、G = 仮頂芽、H = 幼体

果期は4–11月（図5）。果実は痩果、褐色、楕円形から腎形、15–16.5 × 5–5.6 mm、ゴキブリの卵塊に似ている（図4F）。花托が発達して3–11個の痩果を包んで偽果である集合果を形成する（図4D, 4E, 5b）。集合果はつぼ形から卵状楕円形、2–6 × 1–2.5 cm、やや木質、先端は狭まり、9–10個の突起がある（図4D, 5b）。染色体数は 2n = 22。

## 分布・生態
自生地は中国北部から南部とされ、山林に生育するが、古くから植栽されていたため真の自生地は必ずしも明らかではない。日本へは、17世紀初め（江戸時代初期）に渡来したとされる。現在では、日本を含め世界中の温帯域で広く観賞用に植栽されている。
雌性先熟であり、開花直後には雄しべが花被片側に湾曲して雌しべが露出しているが、2日後以降に雄しべが内側に湾曲してやがて雌蕊を覆い、その後に花粉を放出する（葯は外向）。ハエやハナアブ、ハナバチによって花粉媒介される。内側の花被片上にある蜜腺から分泌される蜜を報酬とする。自家和合性をもつ。

## 種内分類群
以下のような種内分類群があり、特にソシンロウバイはしばしば栽培されている。ただし、これらを分類学的には分けず、栽培品種（変種や品種とは規約が異なる）として扱うことも多い。
- ソシンロウバイ（素心蝋梅、シロバナノロウバイ、学名：Chimonanthus praecox (L.) Link f. concolor (Makino) Makino[26]）（図6）
栽培品種名は Chimonanthus praecox ‘Luteus’（または‘Concolor’）[27]。花がやや大きく、内側のものを含めて花被片が全て黄色い（基本品種では内側の花被片は赤紫色）[20][22][4][16]。これに由来する栽培品種として「満月」[25]や「揚州黄」、「吊金鐘」などがある[要出典]。
- トウロウバイ（唐蝋梅、学名：Chimonanthus praecox (L.) Link var. grandiflorus (Lindl.) Makino[28]）
栽培品種名は Chimonanthus praecox ‘Grandiflorus’[29]。花がやや大きく、黄色味が強い[17][16][30][31]。「檀香梅」ともよばれる[31][注 1]。「虎蹄」「喬種」などの栽培品種がある[要出典]。
- カカバイ（狗牙蝋梅・狗蝿梅、学名：Chimonanthus praecox (L.) Link f. intermedius (Makino) Okuyama[33]）
トウロウバイと基準品種の中間型[21]。

## 人との関わり

### 観賞用
冬季に香りのよい花をつけるため、庭、庭園、寺社などに広く植栽されている。盆栽や鉢植えとして利用されることもある。また、生け花や茶花としても利用される。

### 栽培
半日陰から日向で生育可能である。土壌をあまり選ばないが、過湿には弱いため、水はけの良い場所が好ましい。冬に開花するため、寒風の当たらない場所がよい。春から秋の間は、土壌表面が乾いたら十分な水を与える。春と冬に緩効性化成肥料または有機質肥料を施肥する。未開花株には、9月上旬に半分量を追肥する。特に問題となる病虫害はない。
繁殖は、一部を除き挿し木が一般的であるが、実生からの育成も容易である。種まき適期は9月であり、とりまきを行う。タネ（実際には果実）の3倍ほどの深さにまき、乾燥しないように水やりを行えば、春には発芽する。

### 毒性
有毒植物であり、種子などにアルカロイドであるカリカンチンを含む。中毒すると、ストリキニーネ様の中毒症状を示す。カリカンチンの致死量（静脈注射）は、マウスで 44 mg/kg、ラットで 17 mg/kg である。日本では、牧場のヒツジの中毒死と考えられる例が報告されている。

### 薬用
つぼみを乾燥させたものは生薬名として「蝋梅花（ろうばいか）」とよばれ、鎮咳や解熱鎮痛などに利用される。花やつぼみから抽出された油は「蝋梅油（ろうばいゆ）」とよばれ、抗菌、抗炎作用があり、やけどなどに使われ、また中国でよく知られた水虫の薬である「華佗膏」にも配合される。根や茎を利用することもある。

### 文化
日本においては、晩冬（小寒〔1月6日頃〕から立春の前日〔2月3日頃〕までの間）の季語とされる。下記のように、俳句や短歌に詠まれることがある。

蠟梅や 薄雪庭を 刷きのこす
—水原秋桜子

しらじらと 障子を透す 冬の日や 部屋に人なく 臘梅の花
—窪田空穂
ロウバイの花言葉は、「慈愛」とされる。他に「先導」「先見」ともされる。
夏目漱石や芥川龍之介はロウバイを好んだとされ、ロウバイが登場する短編やエッセーを記している。